# 블랙 푀스

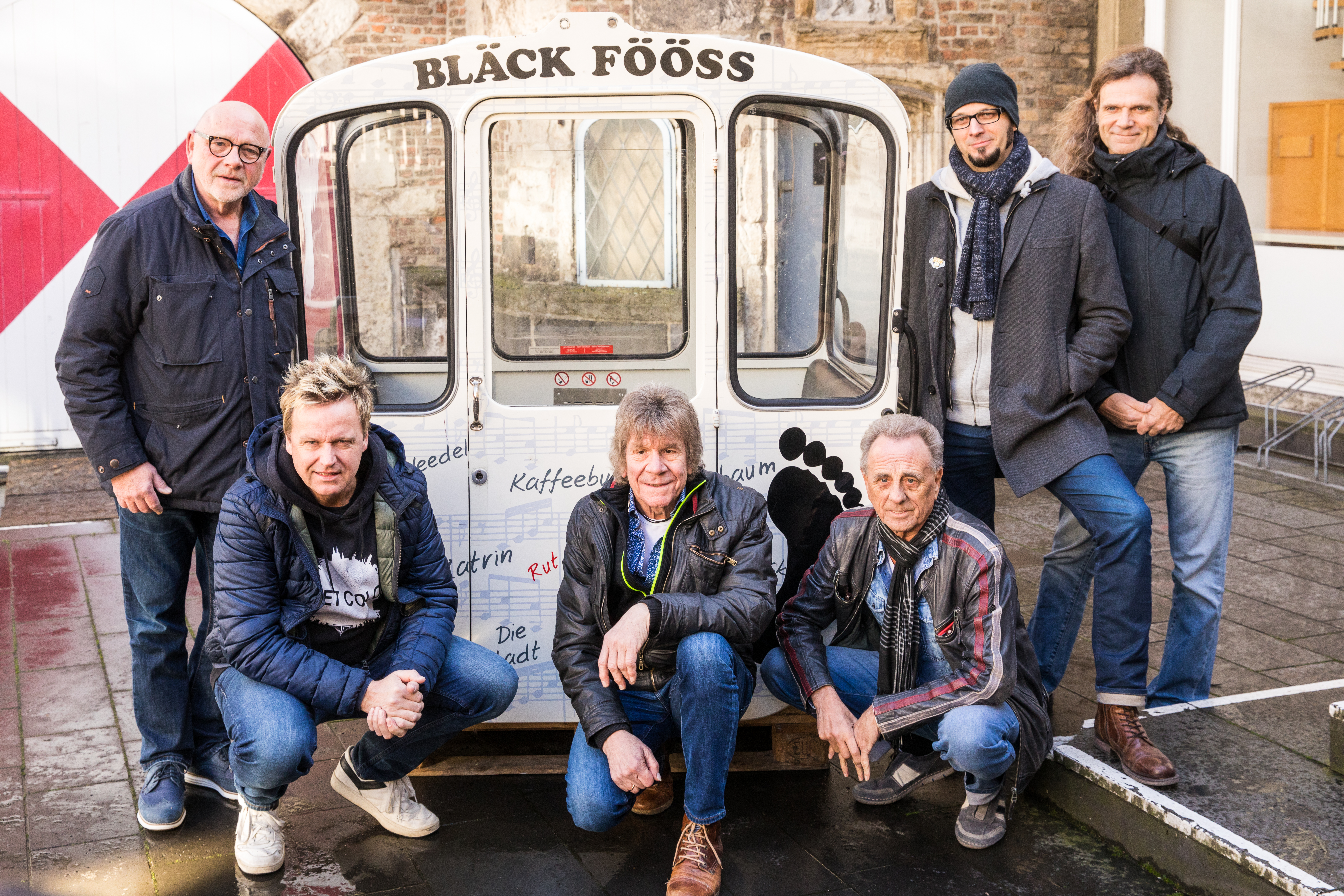
블랙 푀스 (2020년)

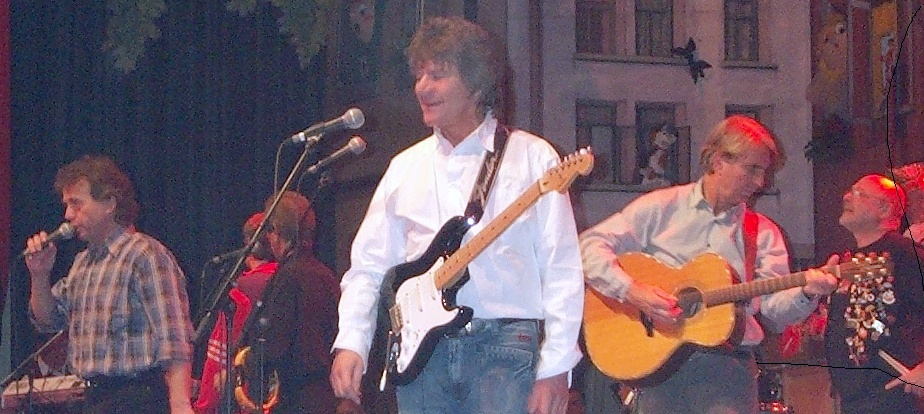
블랙 푀스

블랙 푀스(Bläck Fööss)는 독일 쾰른에서 결성된 팝 그룹이다.

## 이야깃거리
이들의 노래 중에 〈Drink doch eine met〉라는 노래가 있는데, 한국의 가수 전인권이 2004년 발매한 〈걱정말아요 그대〉가 이 노래와의 유사성으로 인해 표절 논란이 일었다.